# Bettino Ricasoli
Bettino Ricasoli, 1.º Conde de Brolio, 2.º Barão de Ricasoli (Brolio, 9 de Março de 1809 - Brolio, 23 de Outubro de 1880) foi um político italiano. Ocupou o cargo de primeiro-ministro da Itália.

## Primeiro-ministro
Como ministro do interior da Toscana, em 1859, promoveu a união da Toscana com o Piemonte, que ocorreu em 12 de março de 1860. Eleito deputado italiano em 1861, sucedeu a Cavour no cargo de primeiro-ministro. Como primeiro-ministro, ele admitiu os voluntários garibaldianos no exército regular, revogou o decreto de exílio contra Mazzini e tentou a reconciliação com o Vaticano; mas seus esforços foram ineficazes pelo non possumus do papa.
Desprezando as intrigas de seu rival Rattazzi, ele se viu obrigado em 1862 a renunciar ao cargo, mas voltou ao poder em 1866. Nesta ocasião, ele recusou a oferta de Napoleão III de ceder Venetia à Itália, com a condição de que a Itália abandonasse a Prússia.
Com a partida das tropas francesas de Roma, no final de 1866, ele novamente tentou conciliar o Vaticano com uma convenção, em virtude da qual a Itália teria restituído à Igreja a propriedade das ordens religiosas suprimidas em troca do pagamento gradual. A fim de apaziguar o Vaticano, ele concedeu o exequatur a quarenta e cinco bispos inimigos do regime italiano. O Vaticano aceitou sua proposta, mas a Câmara Italiana se mostrou refratária e, embora dissolvida por Ricasoli, voltou mais hostil do que antes. Sem esperar votação, Ricasoli renunciou ao cargo e, a partir daí, praticamente desapareceu da vida política, falando na Câmara apenas em raras ocasiões. Ele morreu em seu Castello di Brolio em 23 de outubro de 1880.
A sua vida privada e carreira pública foram marcadas pela máxima integridade e por uma rígida austeridade que lhe valeu o nome de Barão de Ferro. Apesar do fracasso de seu esquema eclesiástico, ele continua sendo uma das figuras mais notáveis do Risorgimento italiano